# Robertlandy Simón
Robertlandy Simón Aties (Guantánamo, 11 de Junho de 1987) é um voleibolista indoor cubano, atuante na posição de central, com marca de alcance 350 cm no ataque e 326 cm no bloqueio. Simón integrou da Seleção Cubana de Voleibol Masculino em 2005-2010.

## Carreira
Foi contratado pelo Sada Cruzeiro Vôlei para a temporada 2016-17 e conquistou o título do Campeonato Mineiro de 2016 e o título da Supercopa Brasileira de 2016; nesta jornada disputou a Superliga Brasileira alcançando seu primeiro titulo nesta competição.
Em 2017 disputou a Copa Brasil realizada em Campinas, ocasião que avançou as semifinais e nesta fase ocorreu a eliminação, também sagrou-se tetracampeão da edição do Campeonato Sul-Americano de Clubes de 2017, sediado em Montes Claros.
Renovou com o Sada Cruzeiro para as competições do período 2017-18, na pré-temporada disputou aa edição do Desafio Sul-Americano de Vôlei na San Juan (Argentina) conquistando o título, também alcançando o bicampeonato do Campeonato Mineiro de 2017 e o bicampeonato também na edição da Supercopa de 2017 e conquistou nesta mesma temporada o título da Copa Brasil de 2018 em São Paulo e neste mesmo ano conquistou a medalha de ouro na edição do Campeonato Sul-Americano de Clubes novamente sediada em Montes Claros e foi premiado como o melhor jogador da competição, foi premiado como Jogador Mais Valioso (MVP) do campeonato.

## Títulos e resultados
- Supercopa Brasileira de Voleibol:2016[2] e 2017[11]
- Superliga Brasileira-Série A:2016-17[5]
- Copa Brasil:2018[12]
- Campeonato Mineiroː2016[1] e 2017[10]

## Premiações individuais
- 2º Central do Campeonato Mundial de Clubes de 2019
- 1º Central do Campeonato Mundial de Clubes de 2018
- MVP do Campeonato Sul-Americano de Clubes de 2018[15]
- 2º Central do Campeonato Mundial de Clubes de 2017
- 1º Central do Campeonato Sul-Americano de Clubes de 2017
- Melhor bloqueio do Campeonato Mundial de 2010
- 1º Central do Campeonato Mundial de Clubes de 2018
- MVP da Copa dos Campeões de 2009
- Melhor bloqueio da Copa dos Campeões de 2009
- Melhor saque da Copa dos Campeões de 2009
- Melhor bloqueio do Campeonato NORCECA de 2009
- Melhor atacante da Liga Mundial de 2009
- Melhor bloqueio da Liga Mundial de 2009
- Melhor atacante da Copa América de 2008
- Maior pontuador da Copa América de 2008
- Melhor bloqueio dos Jogos Pan-Americanos de 2007
- Melhor bloqueio da Copa América de 2007
- Melhor atacante da Copa América de 2007